# Jawun Evans
Jawun Evans (ur. 26 lipca 1996 w Greenville) – amerykański koszykarz, występujący na pozycji rozgrywającego.
W 2015 roku wystąpił w dwóch meczach gwiazd szkół średnich – McDonalds All-American i Derby Classic.
15 października 2018 został zwolniony przez Los Angeles Clippers. 7 grudnia podpisał umowę z Phoenix Suns na występy zarówno w NBA, jak i zespole G-League – Northern Arizona Suns. 23 marca 2019 został zwolniony. 2 dni później zawarł kontrakt z Oklahoma City Thunder na występy zarówno w NBA, jak i zespole G-League – Oklahoma City Blue.
28 lipca 2023 został zawodnikiem Śląska Wrocław. 22 grudnia opuścił klub z powodu kontuzji doznanej w październiku.

## Osiągnięcia
Stan na 11 marca 2024, na podstawie, o ile nie zaznaczono inaczej.
NCAA
- Uczestnik turnieju NCAA (2017)
- Najlepszy pierwszoroczny zawodnik konferencji Big 12 (2016)[10]
- Zaliczony do:
  - I składu:
    - Big 12 (2017)
    - najlepszych pierwszorocznych zawodników Big 12 (2016)
    - turnieju Maui Invitational (2016)

  - III składu All-American (2017 przez Sporting News, NBC Sports, Bleacher Report)
  - składu honorable mention:
    - All-Big 12 (2016)
    - All-America (2017 przez Associated Press)
- Lider konferencji Big 12 w asystach (2017)[11]

Reprezentacja
- Mistrz świata U–19 (2015)